# U-Bahn Fukuoka

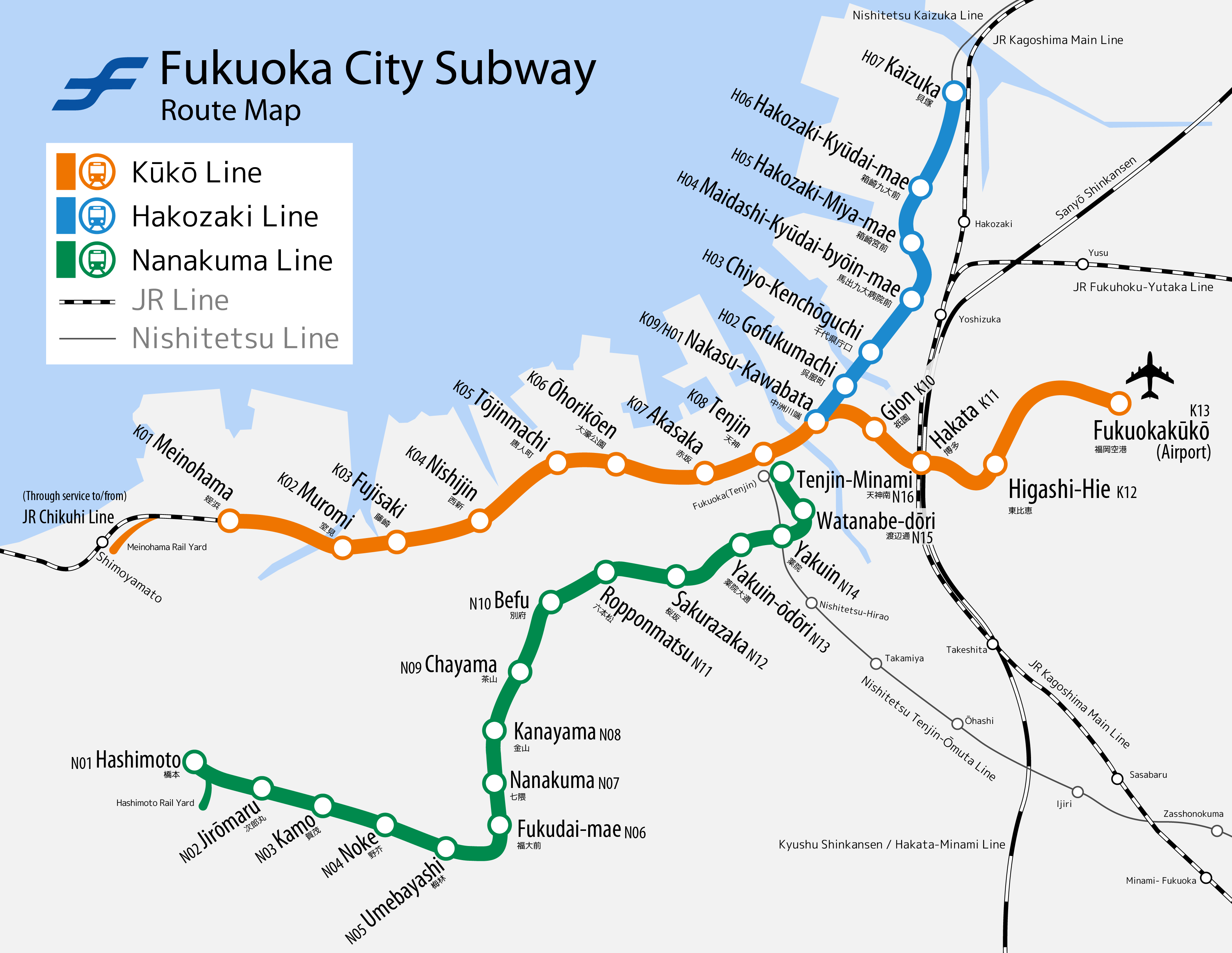
Streckenplan der U-Bahn im Jahr 2014

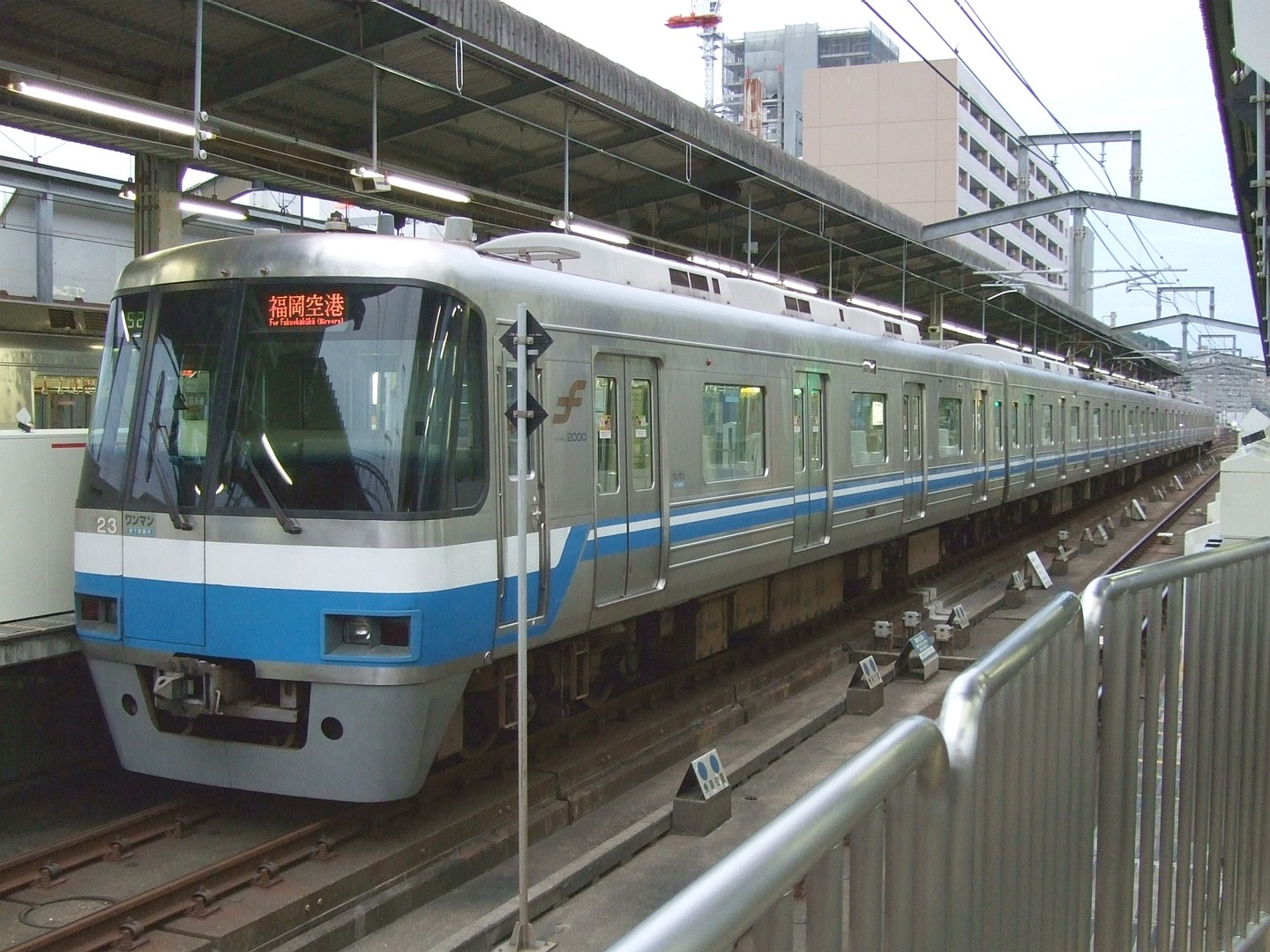
Zug im U-Bahnhof Meinohama, Typ 2000

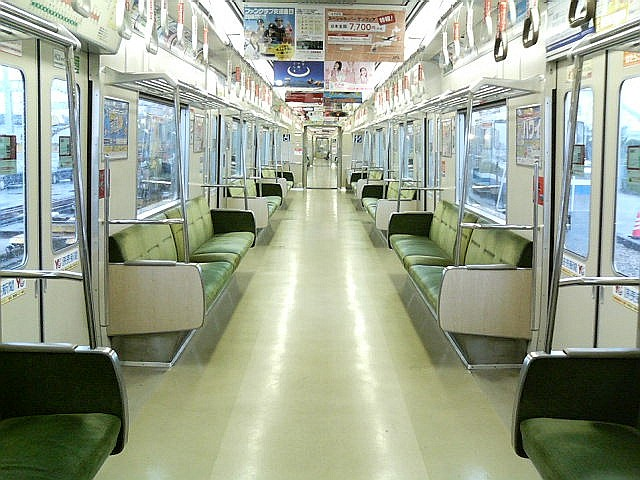
Innenraum des Zugtyps 2000

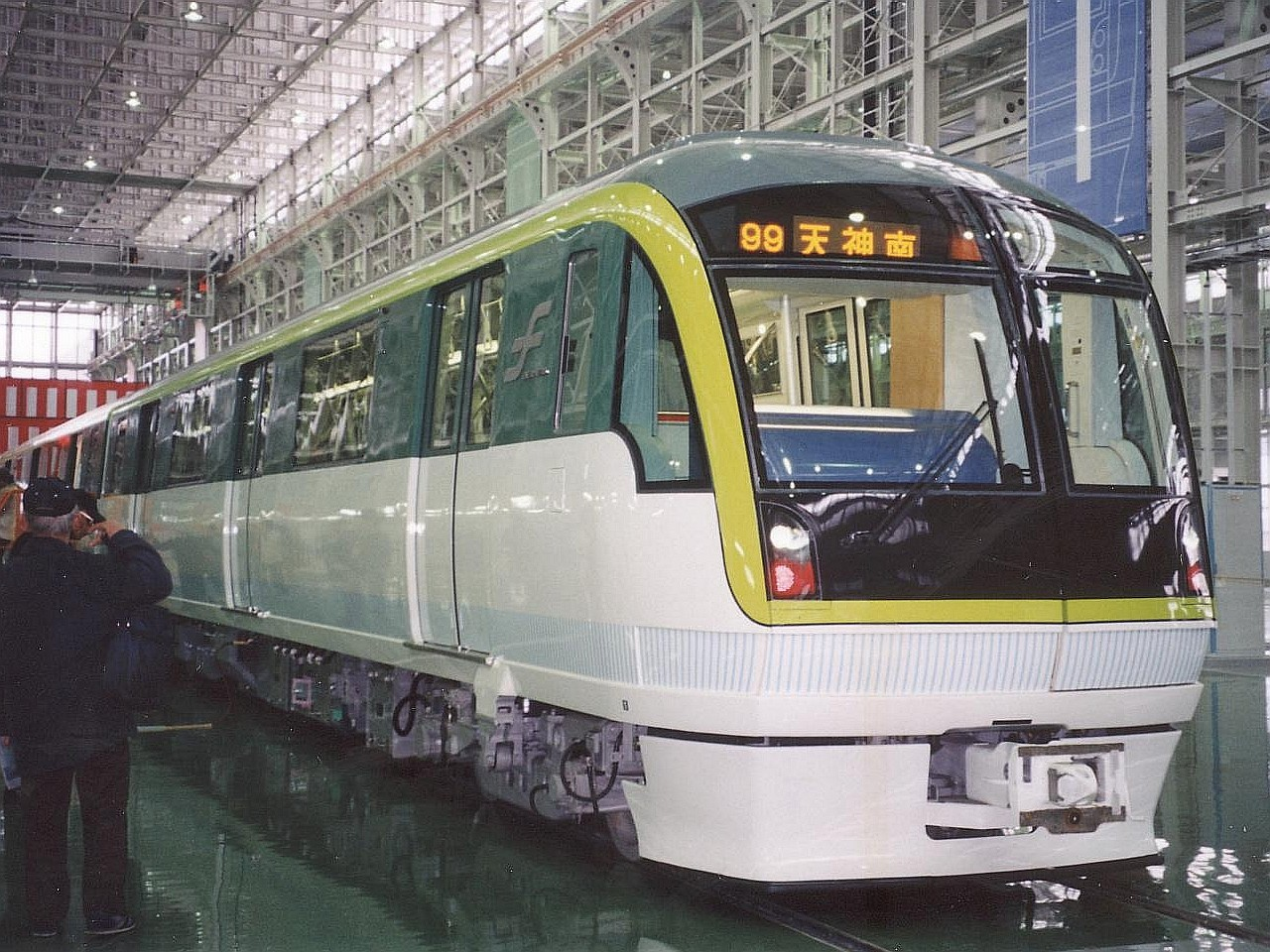
Zug für die Nanakuma-Linie, Typ 3000 mit Linearmotor, Design von Alexander Neumeister

Die U-Bahn Fukuoka (jap. 福岡市営地下鉄, Fukuoka-shiei chikatetsu, dt. Städtische U-Bahn Fukuoka) ist das Metronetz der südjapanischen Stadt Fukuoka.
Nach der Entscheidung, das Tramsystem der Stadt bis Ende der 1970er Jahre stillzulegen, benötigte man ein neues öffentliches Nahverkehrssystem. 1973 wurde der Bau einer U-Bahn entschieden und 1975 begann man mit dem Bau. Einen Teil des 30,5 km und 34 Haltestellen umfassenden U-Bahn-Systems teilen sich die Linien 1 und 2 (8,5 km). Darüber hinaus fahren einige Züge der Linie 1 als Nahverkehrszüge der JR Chikuhi-Linie (44 km) über die westliche Endhaltestelle Meinohama weiter. Die Züge verkehren ausschließlich unterirdisch, mit Ausnahme der beiden Endhaltestellen Meinohama und Kaizuka. Die Betriebszeiten sind von 05:30 Uhr bis 23:30 Uhr, die Taktfolge beträgt zwischen 4 und 9 Minuten sowie 3–4 Minuten während der Hauptverkehrszeiten.

## Linie 1: Flughafen-Linie (空港線,Kūkō-sen)
| Zeittafel Linie 1 – Kuko Line (23. März 2008) | Zeittafel Linie 1 – Kuko Line (23. März 2008) |
| --------------------------------------------- | --------------------------------------------- |
| Fukuokakuko (Flughafen)                       |                                               |
| Higashi-Hie                                   | 3                                             |
| Hakata                                        | 5                                             |
| Gion                                          | 7                                             |
| Nakasu-Kawabata                               | 9                                             |
| Tenjin                                        | 11                                            |
| Akasaka                                       | 13                                            |
| Ohorikoen                                     | 15                                            |
| Tojinmachi                                    | 17                                            |
| Nishijin                                      | 19                                            |
| Fujisaki                                      | 21                                            |
| Muromi                                        | 22                                            |
| Meinohama                                     | 25                                            |

Am 26. Juli 1981 wurde die Flughafen-Linie mit einer Länge von damals 5,8 km eröffnet. Die letzte Erweiterung erfolgte 1993, als die Verbindung zum Flughafen Fukuoka in Betrieb genommen wurde. An der Station Nakasu-Kawabata besteht eine Verbindung zur Linie 2 (Hakozaki). Insgesamt ist sie heute 13,1 km lang und besitzt 13 Haltestellen, die beiden Endhaltestellen sind Fukuokakuko (Flughafen) und Meinohama.

## Linie 2: Hakozaki-Linie (箱崎線,Hakozaki-sen)
| Zeittafel Linie 2 – Hakozaki Line (23. März 2008) | Zeittafel Linie 2 – Hakozaki Line (23. März 2008) |
| ------------------------------------------------- | ------------------------------------------------- |
| Kaizuka                                           |                                                   |
| Hakozaki-Kyudaimae                                | 2                                                 |
| Hakozaki-Miyamae                                  | 4                                                 |
| Maidashi-Kyudaibyoinmae                           | 6                                                 |
| Chiyo-Kenchoguchi                                 | 7                                                 |
| Gofukumachi                                       | 9                                                 |
| Nakasu-Kawabata                                   | 10                                                |

Als zweite Linie wurde sie am 20. April 1982 eröffnet und erreichte 1986 ihre heutige Länge von 4,7 km. An ihrem westlichen Endbahnhof, Nakasu-Kawabata, besteht Anschluss an die Flughafen-Linie, am östlichen Endbahnhof, Kaizuka, Anschluss an die Miyajidake-Linie der privaten Nishitetsu-Bahn. In der Hauptverkehrszeit gehen die Züge auf die Flughafen-Linie über und fahren bis Meinohama.

## Linie 3: Nanakuma-Linie (七隈線,Nanakuma-sen)
| Zeittafel Linie 3 – Nanakuma Line (23. März 2008) | Zeittafel Linie 3 – Nanakuma Line (23. März 2008) |
| ------------------------------------------------- | ------------------------------------------------- |
| Tenjin-minami                                     |                                                   |
| Watanabe-dori                                     | 1                                                 |
| Yakuin                                            | 3                                                 |
| Yakuin-odori                                      | 4                                                 |
| Sakurazaka                                        | 6                                                 |
| Ropponmatsu                                       | 8                                                 |
| Befu                                              | 9                                                 |
| Chayama                                           | 11                                                |
| Kanayama                                          | 13                                                |
| Nanakuma                                          | 14                                                |
| Fukudai-mae                                       | 16                                                |
| Umebayashi                                        | 17                                                |
| Noke                                              | 19                                                |
| Kamo                                              | 21                                                |
| Jiromaru                                          | 22                                                |
| Hashimoto                                         | 24                                                |

Am 3. Februar 2005 wurde die Nanakuma-Linie in Betrieb genommen. Sie ist 13,6 km lang und hat 18 Stationen. Sie verläuft auf ihrer gesamten Länge vom Hauptbahnhof Hakata unterirdisch in südwestlicher Richtung und endet in Hashimoto. Im Stadtzentrum (Tenjin) bietet sie keinen direkten Anschluss zu den beiden anderen U-Bahn-Linien, sondern nur zur Hauptlinie der privaten Nishitetsu-Bahn. In Tenjin beträgt die Entfernung zum Bahnhof der Flughafen-Linie (Linie 1) ca. 500 Meter.

## Eröffnungsdaten
| Eröffnungsdaten | Eröffnungsdaten | Eröffnungsdaten                               | Eröffnungsdaten |
| Linie           | Datum           | Strecke                                       | km              |
| --------------- | --------------- | --------------------------------------------- | --------------- |
| 1               | 29.07.1981      | Muromi – Tenjin                               | 5,8             |
| 1               | 20.04.1982      | Tenjin – Nakasu-Kawabata                      | 0,8             |
| 2               | 20.04.1982      | Nakasu-Kawabata – Gofukumachi                 | 0,5             |
| 1               | 22.03.1983      | Muromi – Meinohama                            | 1,5             |
| 1               | 22.03.1983      | Nakasu-Kawabata – Hakata (prov.)              | 1,4             |
| 2               | 27.04.1984      | Gofukumachi – Maidashi-Kyudaibyoinmae         | 1,6             |
| 1               | 03.03.1985      | Hakata (prov.) – Hakata                       | 0,3             |
| 2               | 31.03.1986      | Maidashi-Kyudaibyoinamae – Hakozaki-Kyudaimae | 1,6             |
| 2               | 21.11.1986      | Hakozaki-Kyudaimae – Kaizuka                  | 1,0             |
| 1               | 03.03.1993      | Hakata – Flughafen Fukuoka                    | 3,2             |
| 3               | 03.02.2005      | Tenjin-minami – Hashimoto                     | 12,7            |
| 3               | 27.03.2023      | Tenjin-minami – Hakata                        | 1,6             |

## Technische Daten
Die Spurweite der Flughafen- und Hakozaki-Linie beträgt 1.067 mm und die Versorgungsspannung von 1500 Volt (Gleichspannung) erfolgt über eine Oberleitung. Die Züge bestehen aus 6 Waggons und haben eine Höchstgeschwindigkeit von 90 km/h. Die Bahnsteiglänge beträgt 120 m, die über Rolltreppen und Aufzüge erreicht werden können. Die Spurweite der Nanakuma-Linie beträgt 1435 mm, der Antrieb erfolgt über einen Linearmotor, die Stromzuführung erfolgt ebenfalls durch eine Oberleitung mit 1500 Volt Gleichstrom.

## Weiterer Ausbau
Zukünftige Pläne sehen vor, die Linien 1 und 3 nach Osten zu verlängern. Des Weiteren gibt es Überlegungen, das Hafenviertel über die Haltestelle Tenjin (einzige Station, die von allen drei Linien angefahren wird) ans U-Bahn-Netz anzubinden. Die Hakozaki-Linie soll über die Miyajidake-Linie der Nishitetsu weiter nach Nordosten verlängert werden. Allerdings gibt es für alle diese Verlängerungen noch keine konkreten Pläne.